# スーパーピコピコクラブ
スーパーピコピコクラブは、YouTubeとニコニコ生放送（ニコニコ動画）を活用したゲーム実況バラエティ番組。略称はスーピコ。制作と運営はアセカク。

## 概要
平井善之らが中心となってニコニコ生放送（ニコニコ動画）で2013年6月20日より放送を開始（後にYouTubeでも放送を開始）。老若男女問わずゲームを知らない人間でも楽しく視聴できる番組作りを掲げている。出演者とスタッフを含め全員ノーギャラと製作費自己負担で番組を制作と配信しているため資金繰りの課題がある。2018年5月から事務所兼スタジオを借りて、そこから配信をしている。

## 出演陣

### メインゲスト
- 平井善之（松竹芸能）

### レギュラーゲスト
- 柳原哲也（松竹芸能）
- 小林洋介（フラッグシップ・アーティスツ）
- 横町藍（フリー）
- NOBUO（フリー）
- のどごし生太郎（フリー）
- コットン太郎（フリー）
- 砂流恵介（フリー）
- 高橋浄久（フリー）

### ゲスト
後述の派生番組に出演したゲストも含む。
- ACRYLICSTAB（フリー）
- 浅井大樹（コロプラ）
- あんじょー（格闘ゲームプレイヤー）
- 五十嵐公太（フリー）
- イケダミノロック（INH）
- 石川勝久（フリー）
- 石井洋介（外科医）
- いとうけいすけ（ノイジークローク）
- 伊藤賢治（フリー）
- 伊藤静（賢プロダクション）
- 乾曜子（カーニバル）
- 今立進（トゥインクル・コーポレーション）
- えいた（格闘ゲームプレイヤー）
- 江川有未（TOPGEAR）
- えなこ（カーニバル）
- おおたさゆり（トゥインクル・コーポレーション）
- 大畑伸太郎（賢プロダクション）
- 岡島俊治（ドラマー）
- おくつようこ（フリー）
- KAORI（バルーンアーティスト）
- かおりんご（エイリム）
- 影山一郎（フリー）
- 柏木べるくら（ゲーム実況者）
- ガスマス子（ベーシスト）
- 加藤克明（フリー）
- 神尾晋一郎（81プロデュース）
- 上倉紀行（コンポーザー・アレンジャー）
- かりぱく（格闘ゲーマー）
- 川口博史（セガ・インタラクティブ）
- 川越康弘（サウンドデザイナー）
- 菊タロー（フリー）
- 衣笠智英（ドラマー）
- 木野瀬友人（エクストーン）
- 工藤吉三（サウンドクリエイター）
- 栗本靖弘（ドラマー）
- 黒田絢子（テレビ朝日ミュージック）
- 小泉恵一朗（f4samurai）
- こーすけ（最終兵器俺達）
- 小金澤力（キャラアニ）
- 小嶋慎太郎（カプコン）
- 小寺可南子（フリー）
- 小林写楽（フリー）
- サカモト教授（フリー）
- 坂本頼光（フリー）
- 佐々木憲（アコーディオン奏者）
- 笹田貴之（アーツビジョン）
- 佐藤懐智（フリー）
- 佐藤豪（サウンドクリエイター）
- 佐藤雄大（ベルプロダクション）
- 三太郎（格闘ゲーマー）
- サンフランシス小山（エンターブレイン）
- 霜月はるか（フリー）
- 下和田ヒロキ（オフィスPAC）
- しゃけとりくまごろう（くまごろう）
- 瞬獄ノイローゼ（格闘ゲームプレイヤー）
- 白川周作（プロダクション・エース）
- 白幡いちほ（フリー）
- STARRy☆YUKA（シンガー）
- ステファニー・ヨーステン（Free Wave）
- 妹尾昭吾（デザインアクト）
- 高橋研二（賢プロダクション）
- 高橋英士（エイリム）
- TAKUYA（ユニバーサルミュージック）
- だしお（格闘ゲームプレイヤー）
- 田中ゆき奈（フリー）
- 千葉梓（作曲家）
- デカキン（フリー）
- 時田貴司（スクウェア・エニックス）
- ドグマ風見（ワタナベアマダクション）
- 友森昭一（フリー）
- 永田ジョージ（ピアニスト）
- 渚（エイジアプロモーション）
- 七緒はるひ（フリー）
- 生天目仁美（賢プロダクション）
- 仁井谷正充（コンパイル丸）
- 西井隆詞（フリー）
- 西村ケンサク（セガ・インタラクティブ）
- 温井裕子（イラストレーター）
- 乃亜（新日本プロジェクト）
- 野島健児（青二プロダクション）
- 野々宮ミカ（ASCHE）
- 爆烈Q（高見司）（トゥインクル・コーポレーション）
- 橋本ケンイチ（カプコン）
- 長谷川仁（角川ゲームス）
- 林洋輔（サックス奏者）
- 原田勝弘（バンダイナムコエンターテインメント）
- 春井柚佳（フリー）
- 藤田昌代（フリー）
- 文原明臣（nana music）
- ふもと（フリー）
- 古川玲（アーツビジョン）
- ブンブン丸（エンターブレイン）
- HEAVY METAL RAIDEN（カバーバンド）
- 細山田水紀（セガ・インタラクティブ）
- 堀江有希子（サックス奏者）
- ポルノ鈴木（フリーライター）
- 本田アユム（KAIENTAI DOJO）
- 前川淳（フリー）
- 松山洋（サイバーコネクトツー）
- 水野麻里絵（81プロデュース）
- 宮川美保（青二プロダクション）
- 無垢（ゲーム実況者）
- MEN店長（格闘ゲームプレイヤー）
- 最上嗣生（賢プロダクション）
- 望月英（プロダクション・エース）
- 桃知みなみ（フリー）
- Yasu＠座間市（ダンサー）
- 山口もも子（ブループリント）
- やまだん（ドワンゴ）
- 山本匠馬（グランジェット）
- やまもとまさみ（佐藤企画）
- 吉田綾斗（KAIENTAI DOJO）
- 吉田早希（G.P.R）
- LivestRow Basiscape Band（ゲーム音楽バンド）
- 梨蘭（フリー）
- ローリング内沢（フリーライター）
- ロップ（東京都日野市ご当地キャラ）
- ロリィタ族。（サンミュージックプロダクション）

## 放送時間、番組内容
通常の放送は毎週日曜日23時から25時であるが出演者のスケジュールの関係や番組進行により日にちや時間がずれこんだりする場合もある。番組の進行はメインゲストの平井善之が担当してレギュラーゲストと合わせた複数人体制となるが各業界で関係のある人物をゲストに招くこともある。あくまで「ゲーム実況風」を掲げており真剣なプレイというよりはお笑いを生み出すためにゲーム性や効率を度外視したプレイをする事も多い。インターネットを利用した配信ゆえに環境さえ整えば世界各地で視聴が可能。

## 派生番組
レギュラー放送であるスーパーピコピコクラブがない時でも積極的に番組を制作するように周囲に勧めた結果、メインゲスト、レギュラーゲスト、ゲストの派生番組も誕生している。配信はYouTubeとニコニコ生放送（ニコニコ動画）などで行われている。
コバピコ
レギュラーゲストの小林洋介によるゲーム実況番組。毎週火曜日放送。
ハルピコ
ゲストの七緒はるひによるゲーム実況番組。隔週水曜日放送。
アイピコ
レギュラーゲストの横町藍によるゲーム実況番組。不定期放送。
ノアピコ
ゲストの乃亜によるゲーム実況番組。不定期放送。
ガレピコ
レギュラーゲストの砂流恵介によるトーク番組。不定期放送。
キヨピコ
レギュラーゲストの高橋浄久によるトーク番組。不定期放送。
スーパーシコシコクラブ
メインゲストの平井善之、ゲストのポルノ鈴木とローリング内沢によるトーク番組。略称はスーシコ。不定期放送。
ゆるeすぽ〜つ
メインゲストの平井善之、ゲストのドグマ風見による新感覚のe-Sports番組。不定期放送。

## メディア掲載記事
- 新世代版「GTAV」発売記念企画、第2弾はアメリカザリガニの平井善之が登場! PS4本体同梱版が当たるキャンペーンも!! ファミ通.com 2014年12月20日
- 【スーピコ コラボ企画 スマホゲーム初心者のおっさんがゲーム実況やってみた!「ぷよぷよ!!クエスト」編 TAPPLI 2015年1月30日
- 【Game Traveler 第2回：アメザリ平井のゲーム実況番組「スーピコ」の舞台裏に潜入 インサイド2015年03月20日
- アメザリ平井氏×CC2松山氏がレトロゲームで大はしゃぎ! "スーパーピコピコクラブ"特別編【マチ★アソビ vol.14】 ファミ通.com 2014年5月5日
- ゲーム実況 by スーピコ「グランツーリスモ6」、東京モーターショー2015前夜にゲームで夜更かし engadget 2015年10月28日
- ゲーム実況 by スーピコ「ドラゴンズドグマ オンライン」 「Grand Theft Auto V」で夜更かし。出演：アメザリ平井 engadget 2015年11月1日
- 48時間でスマホVR ハコスコ向けアプリは制作可能? 週刊アスキー 2015年11月20日
- たった48時間で「スマホVR ハコスコ向けアプリ」を制作した開発者のウラ話 ASCII.JP 2015年12月26日
- サイバーコネクトツーが、“マチ★アソビ vol.16”に出展決定、松山洋氏とアメザリ平井氏のトークやライブなどイベント多数！ ファミ通.com 2016年4月25日
- 映画館を舞台にしたリアルe-sportsイベント“ゲーマーズバトルクラブ”が10月6日に開催決定！ ファミ通.com 2016年9月9日
- アラブでもアニメやコスプレは人気なの? アブダビ開催で話題の日本文化イベント「ANI：ME」に行ってきた ネタりか 2016年11月30日